# 使匈奴中郎将
使匈奴中郎将（しきょうどちゅうろうじょう）は、中国の後漢の官職名。西河郡美稷県に駐屯し、おもに南単于を護衛するために置かれた。秩禄比二千石で節を持つ。属官は従事二人。有事の際はその度に増員された。

## 設置
建武26年（50年）1月、光武帝は中郎将の段郴を遣わし南単于の璽綬を授け、令を下し雲中郡に入居させ、使匈奴中郎将を置いた。
ちなみに桓帝～霊帝期に任官した張奐・王柔の官名と、魏の太和5年（231年）にふたたび置かれた官名は護匈奴中郎将となっている。

## おもな使匈奴中郎将
- 段郴（49年 - ？）
- 郭丹（？ - ？）
- 耿譚（？ - ？）
- 任尚（？ - ？）
- 杜崇（94年 - ？）
- 鄭戩（？ - ？）
- 耿種（？ - ？）
- 馬翼（124年 - ？）
- 張国（？ - ？）
- 王稠（？ - ？）
- 梁並（？ - 140年）
- 陳亀（140年）
- 張耽（140年 - ？）
- 馬寔（？ - ？）
- 种暠（？ - ？）
- 張奐（？ - 159年）
- 燕瑗（？ - 162年）
- 皇甫規（163年 - 166年）
- 張奐（166年 - 168年）再任
- 臧旻（177年 - ？）
- 張脩（179年 - ？）
- 王柔（？ - ？）

## 参考資料
- 『後漢書』（光武帝紀第一、百官志第二十八）